# شارون نسمیت
شارون نسمیت (انگلیسی: Sharon Nesmith؛ زادهٔ ۱۹۷۰) ژنرال نیروی زمینی بریتانیا است، که از ژوئن ۲۰۲۴ به‌عنوان بیست و هفتمین جانشین رئیس ستاد دفاع بریتانیا فعالیت می‌کند.
نسمیت فعالیت نظامی را از سال ۱۹۸۸ در سپاه زنان ارتش بریتانیا آغاز کرد، از ۲۰۲۰ تا ۲۰۲۱ فرمانده تیپ ۱ سیگنال بود، از ۲۰۲۱ تا ۲۰۲۲ فرماندهی آموزش و استخدام نیروی زمینی بریتانیا را برعهده داشت و از ۲۰۲۲ تا ۲۰۲۴ به‌عنوان جانشین رئیس ستاد کل بریتانیا فعالیت می‌کرد.